# I Heart Arlo
I Heart Arlo (estilizado como I ❤️️ Arlo) es una serie de televisión de comedia animada musical en 2D estadounidense de Netflix. Como continuación de la película de 2021 Arlo the Alligator Boy, la serie se estrenó el 27 de agosto de 2021 y su primera temporada constó de veinte episodios.

## Premisa
Después de la película Arlo the Alligator Boy, I Heart Arlo sigue a Arlo y su equipo recién descubierto que se instala en un vecindario costero abandonado y ayuda a que vuelva a la vida.

## Reparto de voz
- Michael J. Woodard como Arlo Beauregard.
- Mary Lambert como Bertie.
- Flea como Ruff.
- Annie Potts como Edmée.
- Tony Hale como Teeny Tiny Tony.
- Brett Gelman como Marcellus.
- Jonathan Van Ness como Furlecia.
- Haley Tju como Alia.
- Jennifer Coolidge como Stucky.
- Vincent Rodríguez III como Ansel Beauregard.